# Lady Moura
Die Lady Moura ist eine der größten privaten Megayachten der Welt. In der Liste der längsten Motoryachten belegt sie Platz 60 (Stand: August 2024). Ihr Besitzer war Nasser ar-Raschid, ein saudi-arabischer Milliardär, der die Yacht 2021 an den mexikanischen Geschäftsmann Ricardo Salinas Pliego verkaufte.

## Entwicklung
Nach vierjähriger Kooperation zwischen dem italienischen Architekten und Designer Luigi Sturchio und der deutschen Werft Blohm + Voss wurde das Schiff 1990 vom Stapel gelassen. Es hat eine Länge von 105 Metern und einen großen Swimmingpool mit ausfahrbarem Dach, einen Sikorsky-S-76-Hubschrauber und einen von Viscount Linley entworfenen, über 20 Meter langen Esstisch an Bord. Die Kosten werden auf etwa 200 Millionen US-Dollar geschätzt.
Am 4. Juli 2006 kollidierte das Kreuzfahrtschiff New Flamenco mit der Lady Moura im Hafen von Ibiza und beschädigte die Luxusyacht schwer. Die Reparaturarbeiten dauerten rund sechs Monate. Im Mai 2007 lief das Schiff vor Cannes auf Grund und wurde leicht beschädigt.

## Ausstattung
Angetrieben wird die Superyacht von zwei KHD-MWM-Dieselmotoren mit je 5.121 kW Leistung und Verstellpropellern. Die Höchstgeschwindigkeit beträgt 22 Knoten (knapp 40 km/h). Für möglichst großen Komfort sorgt ein ausgeklügeltes Hydraulik-System, das eine Vielzahl von Türen, Klappen, ausfahrbaren Dächern und Wänden, Kränen und Sonstiges regelt. Die Beiboote, Rettungsboote, der Anker und die Navigationsleuchten sind hinter Blenden versteckt, um die Ästhetik der Yacht nicht zu beeinträchtigen.
Die Lady Moura fährt unter der Flagge der Bahamas, liegt aber meist in den Häfen von Monaco oder Palma.